# Énergie d'un signal
 (signalé en mai 2025).
Si vous disposez d'ouvrages ou d'articles de référence ou si vous connaissez des sites web de qualité traitant du thème abordé ici, merci de compléter l'article en donnant les références utiles à sa vérifiabilité et en les liant à la section « Notes et références ».
- Archive Wikiwix
- Bing
- Cairn
- DuckDuckGo
- E. Universalis
- Gallica
- Google
- G. Books
- G. News
- G. Scholar
- Persée
- Qwant
- (zh) Baidu
- (ru) Yandex
- (wd) trouver des œuvres sur Wikidata

En traitement du signal, on introduit la notion d'énergie de signal. Si on appelle {\displaystyle E_{S}} l'énergie d'un signal {\displaystyle x(t)} où {\displaystyle x} est une fonction du temps {\displaystyle t}, on calculera son énergie par la relation :
{\displaystyle E_{S}=\int _{-\infty }^{+\infty }|x(t)|^{2}dt}